# Hubbsina
Hubbsina is een monotypisch geslacht van straalvinnige vissen uit de familie van de levendbarende tandkarpers (Goodeidae).

## Soort
- Hubbsina turneri de Buen, 1940